# Escamol

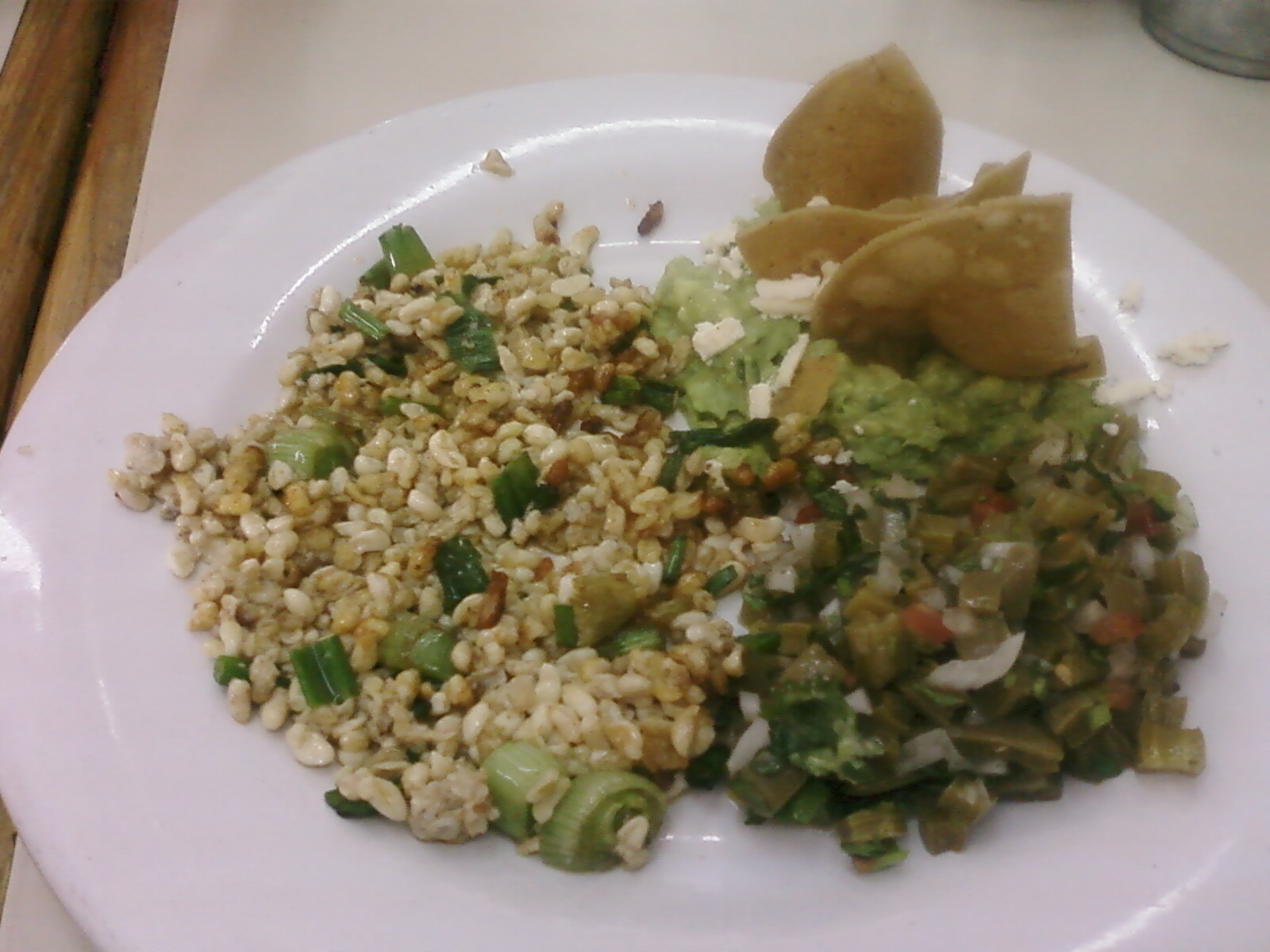
Escamoles a la mantequilla.

Los escamoles (del náhuatl azcatl, ‘hormiga’, y molli, ‘guiso’) son larvas de la hormiga güijera Liometopum apiculatum, muy apreciadas en México desde tiempos prehispánicos, cuando en temporada formaban parte de la alimentación cotidiana de los habitantes de Mesoamérica. Considerados un manjar, hoy en día son vistos como alimento exótico en estados como Guanajuato (en especial en San Luis de la Paz), Hidalgo, Puebla de Zaragoza y Tlaxcala. También se les llama azcamolli, huigues, chiquereyes o maicitos.
Las larvas de hormiga se comen fritas con mantequilla y epazote, en mixiote, en mole, en barbacoa, con huevo, entre muchos otros guisos. Esta especie de hormiga construye sus nidos bajo la tierra, principalmente en la base del maguey, en las nopaleras o junto a los árboles de pirul. El escamol se cosecha cada año entre los meses de marzo y abril. Las hormigas escamoleras son sumamente agresivas, lo cual, junto con la dificultad para reproducirlas todo el año, dificulta su explotación y hace de los escamoles un platillo excesivamente caro.

## Historia
Del náhuatl azcatl, hormiga, y molli, guiso, los escamoles son las larvas de la hormiga Liometopum apiculatum, comestibles y muy apreciadas en México. Se trata de un alimento de origen prehispánico, de un alto valor nutritivo y de sabor y texturas muy finos que fue reseñado en el siglo XVI, junto con otros 95 insectos comestibles, por fray Bernardino de Sahagún.[cita requerida]

## Cosecha
El escamol se cosecha cada año, en la temporada de Cuaresma. Las hormigas construyen sus nidos bajo la tierra, a varios metros de profundidad, principalmente en la base del maguey, en las nopaleras o junto a los árboles de pirul, y, para hallarlos, los recolectores siguen el camino de las hormigas.
Estas hormigas son sumamente agresivas y sólo se reproducen en esa época del año. Estos factores hacen difícil su explotación y convierte a los escamoles en un platillo muy preciado, y sumamente caro, tanto o más que el famoso "caviar". Gracias a esto se les considera "El Caviar Mexicano". Una vez extraídos los blancos óvulos se vierten en tinajas de agua limpia y se someten a baños consecutivos para evitar cualquier rastro de tierra o suciedad. En este proceso se debe tener sumo cuidado, ya que se debe cuidar que no se rompa la capa externa que protege a las larvas.
Se pueden preparar de múltiples maneras: fritos con mantequilla y epazote, con huevo, con salsas, en mixiote, con barbacoa, en gorditas, en tortillas, entre otras.

## Valor nutricional

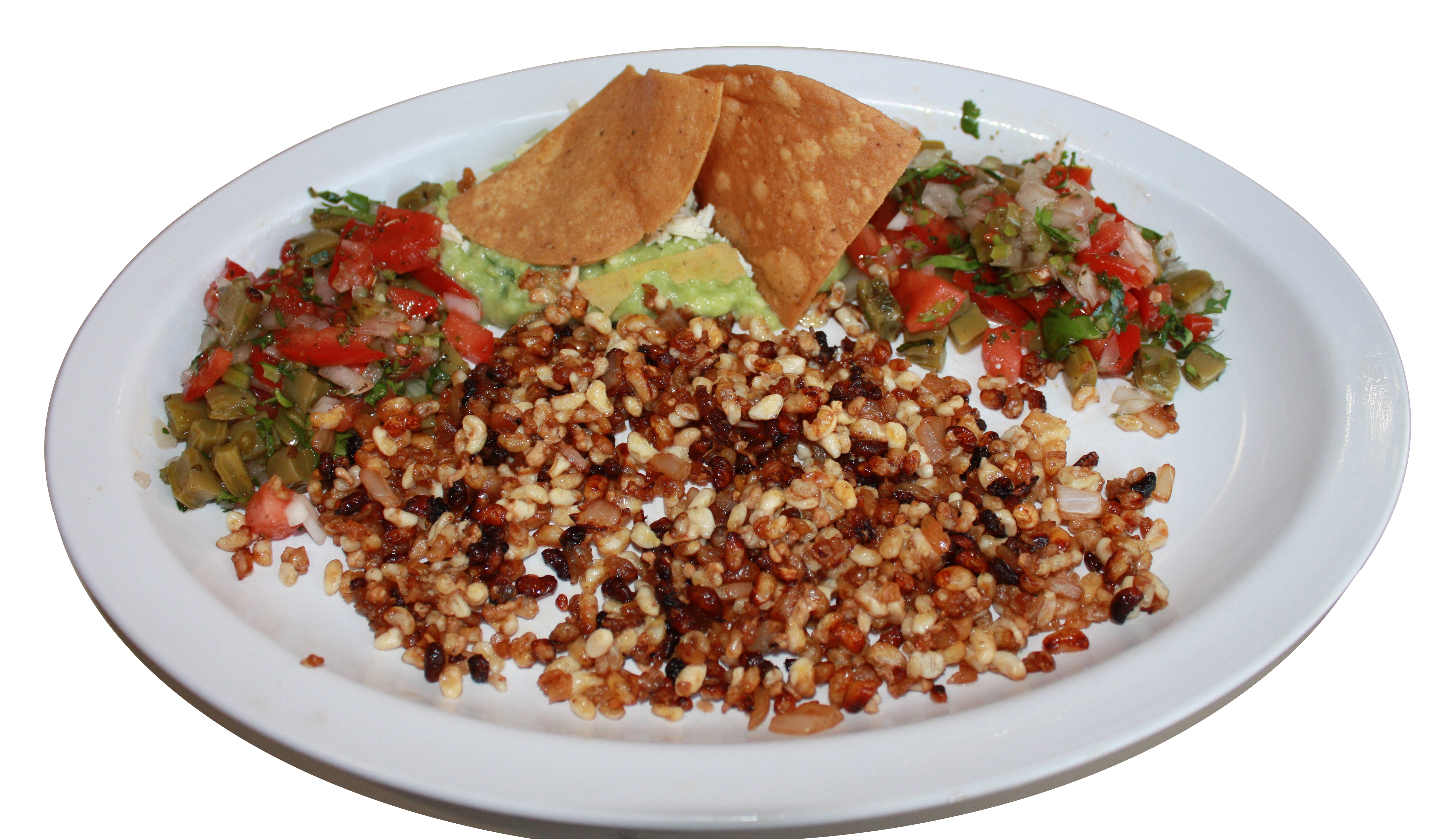
Escamoles al mojo de ajo

Los escamoles contienen entre 40 y 60% de proteína, además de grasas, vitaminas y minerales. Este es un porcentaje mucho más elevado que el de la proteína de la carne de res (17-21.5%) y la de pollo (20.2%).